# Кара-Чай
Кара-Чай (Карача́й, перс. قره‌چای‎), также Зеррине-Руд (Зерринеру́д, перс. زرّینه‌رود‎ — Золотая река) — река в Иране. Длина реки — 540 км. Площадь водосборного бассейна — 23 921 км². Уклон реки — 30 м/км.
Начинается на высоте 2300 м над уровнем моря на возвышенностях у города Шазенд на юго-западе остана (провинции) Меркези (Центральный), у границы с Лурестаном, течёт первоначально на север, пересекает границу остана Хамадан у города Кехавенд, юго-восточнее города Резен, где принимает левый приток Карасу и поворачивает на юго-восток, далее снова течёт по остану Центральный, принимает левый приток Мазлаган-Чай к югу от города Саве и правый приток Кум к северо-востоку от города Кум, у деревни Кумруд, впадает в озеро Дерьячейе-Немек.
На реке Кара-Чай построена плотина и ГЭС Эль-Гадир. При этом была затоплена плотина, построенная при шахе Аббасе.

## Этимология
Гидроним Кара-Чай («Чёрная река», от тюркского слова кара — «чёрный»), как и большинство топонимов Ирана, образуемых словом чай (перс. چای‎, тур. çay) — «река», целиком тюркский.